# 唐子山
唐子山（からこやま）は、愛媛県今治市の桜井町に位置する標高105.3mの山である。

## 概要
1600年代始めに藤堂高虎が城を移築するまで、国府城が置かれていた。そのため、古墳などが多数発見されている。しかし、一部を除き宅地開発により消失している。
登山道が唐子浜パーク跡地付近から国分公民館付近までつながっており、頂上まで登ることができる。